# Brenderup
 Denne artikel omhandler byen Brenderup. For virksomheden, se Brenderup A/S.
Brenderup er en by på Vestfyn med 1.486 indbyggere  (2025), beliggende 14 km sydvest for Bogense, 31 km nordvest for Odense og 16 km øst for Middelfart. Byen hører til Middelfart Kommune og ligger i Region Syddanmark.
Brenderup hører til Brenderup Sogn, og Brenderup Kirke ligger i byens sydlige del, som var den oprindelige landsby. Her ligger også hovedgården Kærsgård. Brenderup ligger i hjertet af "Humleegnen", og i Harndrup 4 km mod sydøst findes et lille humlemuseum.

## Faciliteter
"Anna Trolles Skole" er en folkeskole, der er opkaldt efter Anna Trolle, som ejede Kærsgård 1675-1723 og etablerede en skole i 1712. Skolen har 223 elever, fordelt på 0.-9.klassetrin, og 30 medarbejdere. I 7.-9. klasse går også elever, som har taget 0.-6. klasse på Fjelsted Harndrup Skole.
Brenderup og Omegns Realskole er en friskole med 371 elever, fordelt på 0.-9. klassetrin. Den blev grundlagt i 1911 ved siden af Brenderup Station, der samme år opstod som jernbaneknudepunkt, hvor elever fra et stort opland kunne komme ind med tog fra tre retninger – skolen modtager stadig elever fra store dele af Nordvestfyn. Elevtallet steg løbende og nærmede sig i 1950'erne 300 elever. 1971-2001 havde skolen kun overbygning med elever i 7.-9. klasse, og elevtallet lå omkring 150. I 2001 blev en udbygning til alle klassetrin påbegyndt, og elevtallet voksede igen samtidig med at der blev opkøbt jord og bygget til.
Brenderup Højskole (en) startede i 1986 i den gamle gæstgivergård, der var opført over for stationen i 1912. I starten hed højskolen Den Nordiske Højskole for Fred, og "fredsundervisning" var i fokus. Senere hed den Brenderup Folkehøjskole, og i dag arbejder Brenderup Højskole med "det internationale kulturmøde" gennem debat, kunst og musik.
Brenderup Aktivitetscenter er en hal, der benyttes af Brenderup Idrætsforening til badminton, fodbold, gymnastik og håndbold og af Fjelsted-Harndrup Gymnastikforening til gymnastik. Hallen er fra 1999, og har 2 haller, hal 1 og hal 2. Hal 2 er udstyret med en tribune langs den ene langside. I den ene ende er der opført et springmiljø kaldet Springet. Denne består af flere springgrave, stortrampoliner samt fast-track. Byen har mange andre foreninger. Brenderup Forsamlingshus, der er opført i 1894 og senere udvidet, har 3 sale til hhv. 110, 50 og 30 personer. Brenderup har et par dagligvareforretninger og enkelte andre butikker.
Byen arrangerede et 1 MW solcelleanlæg i 2021, svarende til 1/3 af byens årlige elforbrug.

## Historie
I 1899 beskrives byen således: "Brenderup (1440: Bræghendorp og Bregendorp), ved Odensevejen, med Kirke, Præstegd., Skole, Forsamlingshus (opf. 1894), flere Købmandsforretninger og en Del Haandværkere."

### Jernbanen
Brenderup havde station på Nordvestfyenske Jernbane (1911-66) og var knudepunkt for banens hovedstrækning Odense-Middelfart og sidestrækningen Brenderup-Bogense. Stationen blev lagt på bar mark mellem landsbyen og landevejen Middelfart-Bogense, men hurtigt fulgte flere huse efter realskolen og gæstgivergården. Til godstrafikken blev der opført flere private varehuse, bl.a. til Brenderup og Omegns Frugtsamlecentral.
Stationsbygningen er bevaret på Stationsvej 25. Broen, der førte Fruerhøjvej over stationens tre spor, findes endnu, og herfra er banens tracé bevaret som to grusstier: 2 km mod nordøst til Holse Stationsby og 2 km mod sydøst forbi Kærsgårdvej.

### Trailerfabrikken
Brenderup-trailerne blev fra 1952 produceret på Brenderup Maskinfabrik, der var startet i 1936 som producent af landbrugsmaskiner. Over 1 million trailere er produceret på fabrikken, der nu ligger i et industrikvarter ved Fynske Motorvej mellem Nørre Aaby og Båring. I dag produceres de i Polen, og efter i en periode at have heddet Thule Trailers hedder selskabet igen Brenderup A/S.

## Galleri
- Anna Trolles Skole
- Brenderup Forsamlingshus
- Brenderup Børnehus ved stationen
- Viadukten under Fruerhøjvej